# Pachinko 365 Hi
Pachinko 365 Nichi (パチンコ365日) est un jeu vidéo de pachinko sorti en 1998 sur Nintendo 64 uniquement au Japon. Le jeu a été développé et édité par Seta.